# 원일특강
주식회사 원일특강은 신라그룹 계열의 특수강 가공 및 유통 기업이다.